# 복모동물
복모동물(腹毛動物)은 복모동물문에 속하는 동물들을 두루 일컫는 말이다. 복모동물은 체제가 간단한 작은 동물로서, 연못이나 늪에서 원생동물이나 윤충류와 섞여 있다. 전 세계에 약 350종 정도가 알려져 있다. 발생을 보면, 단위 생식으로 암컷만이 생긴다. 어떤 종은 산란 후 1-3일 후에 부화하고, 3일째에는 이미 번식 능력을 갖는다. 마크로마시스·카이토노투스 등이 이에 속한다.

## 어원
학명(gastrotrich)은 "배"(영어: stomach, 한자: 복(腹))를 의미하는 그리스어 "가스테르"(gaster)와 "털"(영어: hair, 한자: 모(毛))을 의미하는 "트릭스"(thrix)의 합성어에서 유래했다.

## 하위 분류
- 큰털벌레목 (Macrodasyida)
- 센털등털벌레목 (Chaetonotida)